# Tomáš Satoranský
Tomáš Satoranský (* 30. Oktober 1991 in Prag) ist ein tschechischer Basketballspieler. Er besitzt eine Körpergröße von 2,01 m und spielt auf der Guardposition.

## Karriere

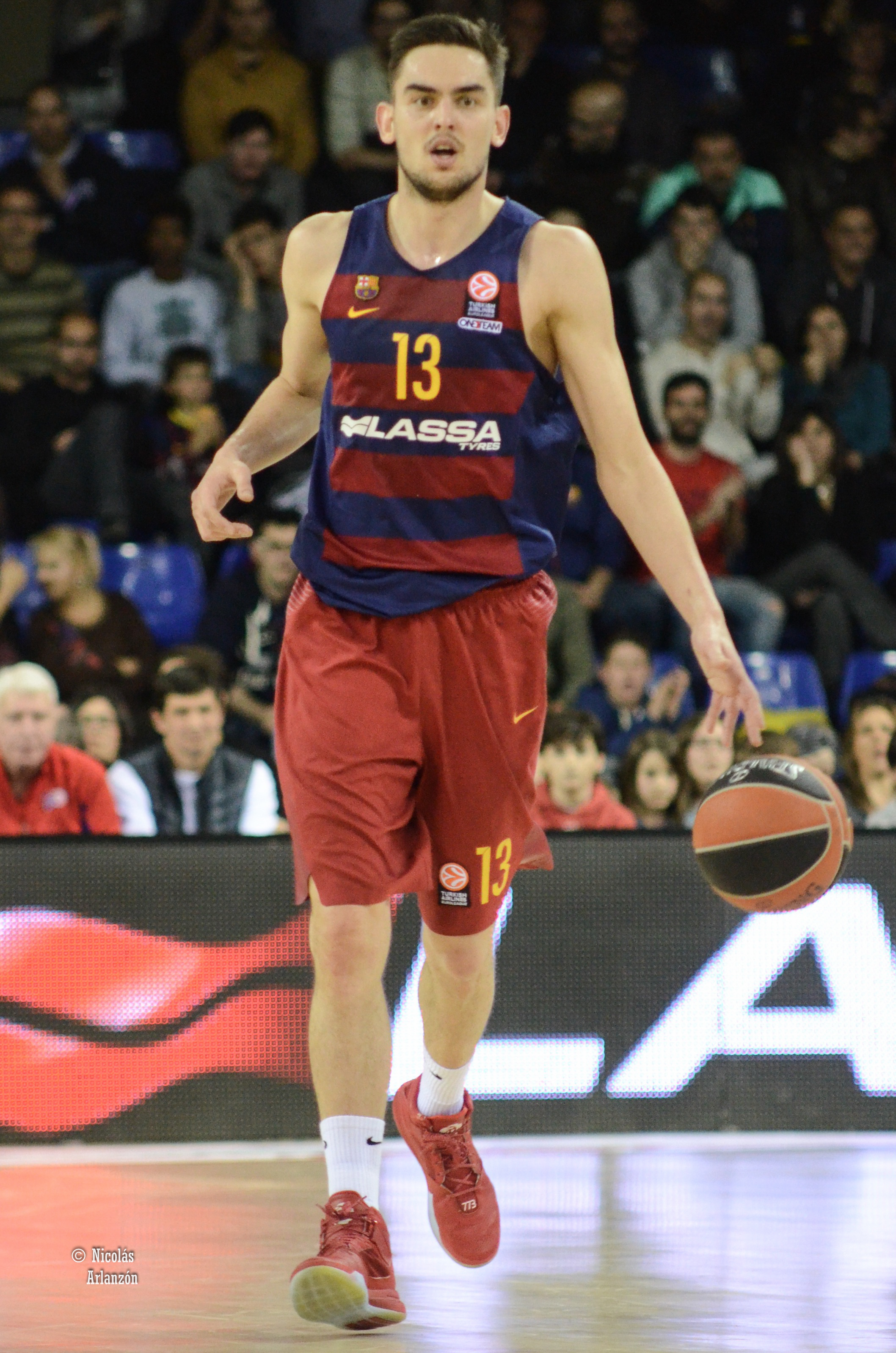
Tomáš Satoranský als Spieler des FC Barcelona (2016)

Satoranský spielte im Nachwuchsbereich des USK Prag und ab 2007 auch in der Herrenmannschaft in der ersten Liga seines Heimatlandes.
Von 2009 bis 2014 spielte Satoranský in Spanien beim Erstligaverein Club Deportivo Baloncesto aus Sevilla. Er meldete sich zum NBA-Draft 2012 an und wurde an 32. Stelle von den Washington Wizards ausgewählt. Er nahm zwar an der NBA Summer League 2012 teil, doch spielte anschließend weiterhin in Europa. 2014 folgte ein Wechsel innerhalb Spaniens zum FC Barcelona. Mit dem FC Barcelona gewann Satoranský 2016 den spanischen Supercup. Nach zwei Jahren wechselte er im Sommer zu den Washington Wizards in die NBA, die sich bereits 2012 seine Rechte gesichert hatten.
Im Januar 2019 erzielte er für die Wizards beim 113:106-Sieg gegen die Milwaukee Bucks sein erstes Triple-Double in der NBA. In der Sommerpause 2019 wechselte der Tscheche innerhalb der NBA zu den Chicago Bulls. Bei seinen drei Einsätzen für Tschechiens Nationalmannschaft bei den 2021 ausgetragenen Olympischen Sommerspielen 2020 war Satoranský bester Vorlagengeber der Auswahl und drittbester Korbschütze (8,7 Vorlagen, 10,7 Punkte/Spiel). Während der Eröffnungsfeier war er, gemeinsam mit der Tennisspielerin Petra Kvitová, der Fahnenträger seines Landes.
In der Sommerpause 2021 kam er zu den New Orleans Pelicans. Dort stand er in 32 Partien auf dem Spielfeld und erzielte 2,8 Punkte je Begegnung. Im Februar 2022 wurde der Tscheche erst an die Portland Trail Blazers abgegeben, die ihn wenige Tage an die San Antonio Spurs weiterreichten, ohne dass er ein Spiel für Portland bestritten hatte. Nach einem Spiel für die Texaner wurde er Ende Februar 2022 von den Washington Wizards verpflichtet, kehrte somit zu der Mannschaft zurück, die ihn in die NBA geholt hatte.
Anfang Juli 2022 wurde Satoranský vom FC Barcelona mit einem Dreijahresvertrag ausgestattet. 2023 wurde er mit der Mannschaft spanischer Meister.

## Internationale Turniere
Satoranský nahm an folgenden internationalen Turnieren teil:

### Jugend
- 2006: U16-Europameisterschaft (Div. B)
- 2007: U16-Europameisterschaft (Div. A)
- 2008: U18-Europameisterschaft (Div. B)
- 2010: U20-Europameisterschaft (Div. A)

### Herren
- 2008: Qualifikation zur FIBA Europameisterschaft 2009 (Div. A)
- 2012: Qualifikation zur FIBA Europameisterschaft 2013[13]
- 2013: Europameisterschaft 2013
- 2015: Europameisterschaft 2015
- 2017: Europameisterschaft 2017
- 2019: Weltmeisterschaft 2019 (erstmalige Qualifikation für die Tschechische Republik)
- 2021: Olympische Sommerspiele 2020 (erstmalige Qualifikation für die Tschechische Republik)

## Karriere-Statistiken

### NBA

#### Hauptrunde
| Saison  | Team       | GP  | GS  | MPG  | FG % | 3P % | FT % | RPG | APG | SPG | BPG | PPG |
| ------- | ---------- | --- | --- | ---- | ---- | ---- | ---- | --- | --- | --- | --- | --- |
| 2016–17 | Washington | 57  | 3   | 12.6 | .418 | .243 | .697 | 1.5 | 1.6 | 0.5 | 0.1 | 2.7 |
| 2017–18 | Washington | 73  | 30  | 22.5 | .523 | .465 | .781 | 3.2 | 3.9 | 0.7 | 0.2 | 7.2 |
| 2018–19 | Washington | 80  | 54  | 27.1 | .485 | .395 | .819 | 3.5 | 5.0 | 1.0 | 0.2 | 8.9 |
| 2019–20 | Chicago    | 65  | 64  | 28.9 | .430 | .322 | .876 | 3.9 | 5.4 | 1.2 | 0.1 | 9.9 |
| Gesamt  | Gesamt     | 275 | 151 | 23.3 | .469 | .369 | .817 | 3.1 | 4.1 | 0.9 | 0.1 | 7.4 |

#### Play-offs
| Saison  | Team       | GP | GS | MPG  | FG % | 3P % | FT % | RPG | APG | SPG | BPG | PPG |
| ------- | ---------- | -- | -- | ---- | ---- | ---- | ---- | --- | --- | --- | --- | --- |
| 2016–17 | Washington | 10 | 0  | 3.6  | .500 |      | .400 | 0.5 | 0.6 | 0.1 | 0.0 | 0.8 |
| 2017–18 | Washington | 6  | 0  | 10.0 | .154 | .000 | .750 | 1.5 | 0.5 | 0.0 | 0.0 | 1.2 |
| Gesamt  | Gesamt     | 16 | 0  | 6.0  | .263 | .000 | .556 | 0.9 | 0.6 | 0.1 | 0.0 | 0.9 |